# Vikev panonská

Vikev panonská pravá

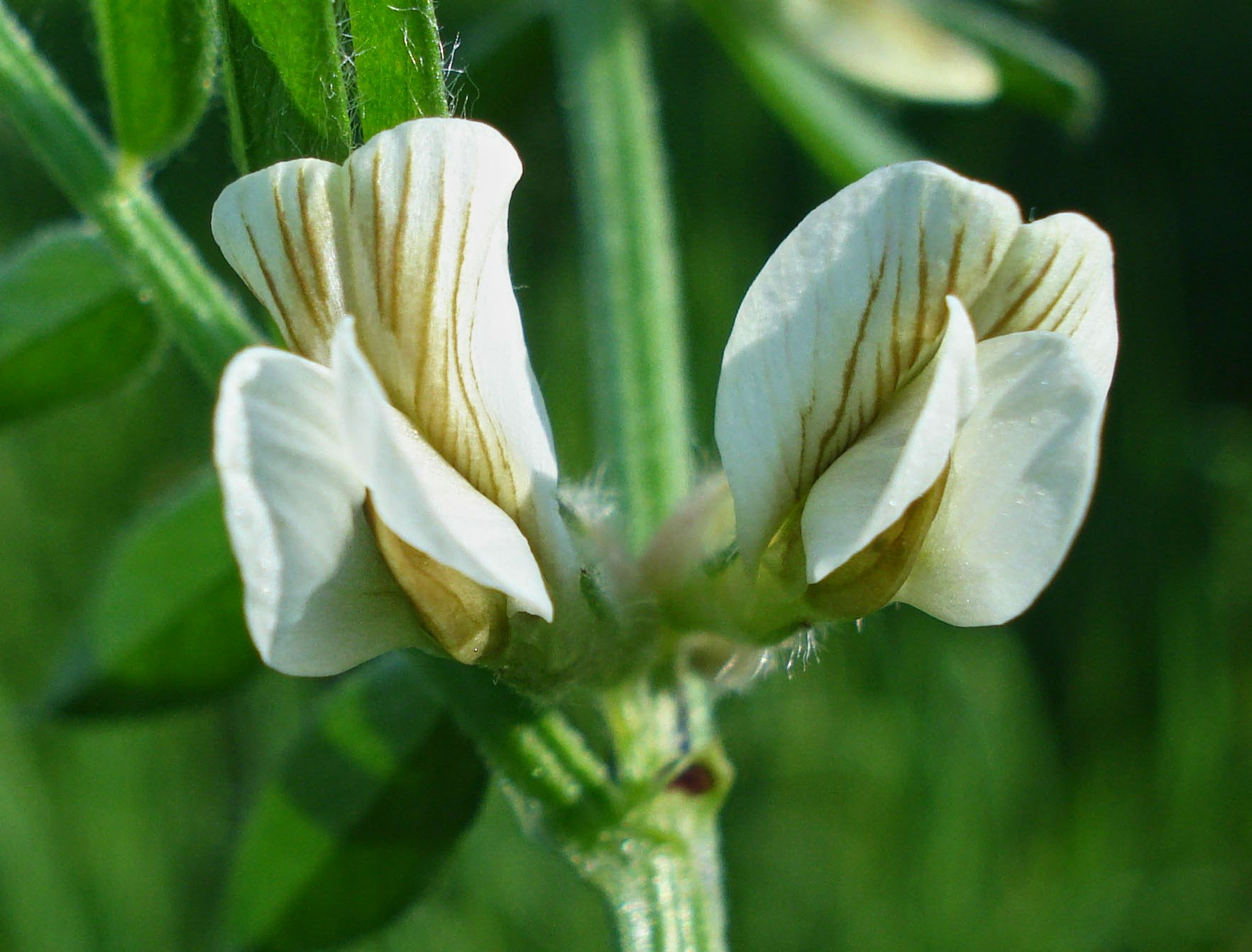
Květy

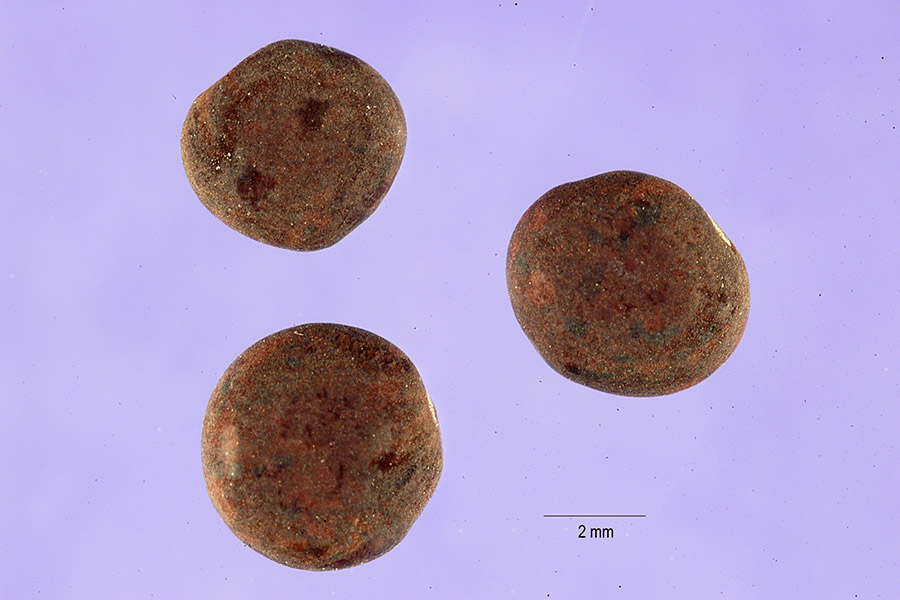
Semena

Vikev panonská (Vicia pannonica) je poléhavá bylina s lodyhami až přes 1 m dlouhými, jež jsou porostlé sudozpeřenými listy. Kvete až 2 cm dlouhými květy bílé či nafialovělé barvy, seskupenými do krátkých květenství hroznů. V Česku je tento archeofyt někdy pokládán za plevelnou rostlinu, občas se však pěstuje s obilovinami v krmných směskách. Z volné přírody se tato rostlina pomalu vytrácí a stává se v české krajině vzácným druhem.

## Rozšíření
Bylina pochází ze Středomoří a blízkých zemí Orientu. Stanovení hranic původního areálu je velice obtížné, protože se v minulosti jednak šířila spontánně a dále byla lidmi roznášena do nových oblastí. V teplejších a sušších končinách bývá dosud pěstována společně s nenáročnými obilninami jako krmivo pro dobytek, lidským přičiněním se takto dostala jako nepůvodní druh do Číny i Severní Ameriky.
V České republice se tento archeofyt vyskytuje již od starověku, roste roztroušeně v termofytiku a jen vzácně v mezofytiku. Její lokality na jižní Moravě souvisejí s původním rozšířením v Panonské pánvi (v Panonii), kde druh dosahuje svých severních hranic původního areálu. Rozšíření do teplých oblastí Čech bylo pravděpodobně až druhotné.

## Ekologie
Planě roste ve stepích, na úhorech, pastvinách i mezích, stejně jako někdy je součástí řídkých křovin. Namnoze se vyskytuje na hlinitých, písčitých i řídce kamenitých půdách, na suchých, slunných a teplých stanovištích. Tato bylina je terofyt, který zhusta porůstá písčité okraje silničních a železničních náspů i mnohé starší skládky a rumiště. Dává přednost spíše půdám na slunných a sušších místech, do kterých zapouští své dlouhé tenké kořeny, na množství obsažených živin a vláhy není rostlina náročná.
Vikev panonská je ozimou nebo jednoletou rostlinou rozmnožující se výhradně pohlavně. Její semena klíčí již buď na podzim a pak kvete časně z jara, nebo některé vyklíčí až na jaře a ty pak kvetou až pozdě v létě. Rostlina má počet chromozomů 2n = 12.

## Popis
Rostlina má obvykle větvenou lodyhou dlouhou až 60 cm, která bývá polehává, vystoupavá nebo popínavá a celá je krátce měkce chlupatá; vyrůstá z dlouhých a rozvětvených tenkých kořenů. Listy na lodyze rostou střídavé, jsou sudozpeřené, mívají čtyři až sedm párů podlouhlých či eliptických lístků. Tyto bývají dlouhé 10 až 20 mm a široké od 3 po 8 mm, u báze jsou pozvolna zúžené, na vrcholu tupé či zaokrouhlené, mají nasazenou špičku a jsou přitisklé chlupaté. List má chlupaté zelené palisty a vřeteno listů je zakončeno jednoduchým nebo větveným úponkem.
Květy vyrůstají jednotlivě nebo v počtu nejvýše čtyř a vytvářejí hroznovitá květenství v úžlabí listů, stopky květenství i nicích květů jsou dlouhé okolo 5 mm. Kalich je asi 10 mm dlouhý, srostlolupenný, zvonkovitý, dlouze chlupatý, světlezelený a je ukončen pěti zuby, které nebývají stejně dlouhé. Koruna dlouhá 17 až 22 mm je smetanově bílá s okrovými čárkami. V květu je deset dvoubratrých tyčinek (9+1). Semeník mívá krátkou stopku nebo je téměř přisedlý, obsahuje dvě až osm vajíček a je vybaven chlupatou čnělkou s drobnou bliznou opylovánou hmyzem přinášejícím pyl. Květy mají pro opylovače dostatek nektaru, při nedostatku hmyzu je možná i případná samosprašnost květů.
Plod je podlouhlý zploštělý neopadavý lusk velký 25 až 30 mm, jenž bývá zbarvený šedě až hnědě, je svěšený, chlupatý a ve zralostí se otvírá dvěma chlopněmi. Lusk je bez vnitřních přihrádek a obsahuje nejčastěji dvě až osm semen. Ta bývají hladká, kulovitá nebo podlouhlá, velká od 2,5 do 5 mm, jsou světle hnědá či olivově zelenohnědá a na povrchu mívají hnědé, eventuálně černé skvrny.

## Poddruhy
V české přírodě se vikev panonská vyskytuje ve dvou poddruzích, které se na prvý pohled odlišují barvou květů. V biologických vlastnostech jsou si oba poddruhy velice podobné.
- Vikev panonská pravá (Vicia pannonica pannonica), popisována v tomto článku výše, má korunní lístky smetanově bílé s okrovými čárkami, její pavéza je kratší než nehet a gynopodium není delší než 1,5 mm.
- Vikev panonská červená (Vicia pannonica striata) má květy v různých odstínech barvy fialové, pavézu má stejně dlouhou jako nehet a její gynopodium dosahuje délky až 2,5 mm.[2][6]

## Význam
Bylina je někdy pokládána za nežádoucí plevel a jindy za užitkovou rostlinu. Jako plevel je hodnocená nejčastěji, když roste nechtěně jako příměs v obilovinách, kde splétá obilná stébla a napomáhá tak jejich polehání po deštích. Ve směskách a vytrvalých pícninách ovšem není za plevel považována, neboť poskytuje výživnou píci. Má však nepříjemnou vlastnost, že po posekání znovu špatně obrůstá a tím vznikají při další seči prázdná místa. Zlepšuje však kvalitu půdy, neboť ji obohacuje dusíkem; rostliny mají na kořenech drobné hlízky obydlené bakteriemi schopnými vázat vzdušný dusík. V Česku bývá nejčastěji vyséván ozimý kultivar “Dětenická panonská“, která je na kvalitu půdu nenáročný a je vhodný pro hlinité nebo hlinitopísčité pozemky.
Semena vikve panonské mají nestejně dlouhou dobu dormance a klíčí nepravidelně, mnohé až v následném roce, kdy ale již zaplevelují pěstované plodiny. Proto se nedoporučuje vysévat na sklízený pozemek následně ozimé rostliny, ve kterých mají opožděně vyklíčená semena vikve panonské dostatek času k uzrání a vysemenění. Naopak v jařinách, obdobně jako v okopaninách, nemají nová semena čas dozrát. Stejně dobře se proti ní osvědčuje včasná podzimní orba s následnou jarní přípravou půdy, po které nové semenáče obvykle uhynou.
V minulosti lidé často semena vikve konzumovali, přestože semena nevhodně tepelně pravená obsahují proteiny lektiny, které způsobují ztrátu červených krvinek čili chudokrevnost. Květy poskytují opylovačům dostatek nektaru a bylina je považována za dobrou medonosnou rostlinu.
V České republice jsou oba poddruhy vikve panonské považované v “Červeném seznamu ohrožených druhů České republiky“ za silně ohrožený druh (C2t). Z pohledu IUCN se však jedná o málo dotčený taxon (LC).